# Aristolochia caulialata
Aristolochia caulialata là một loài thực vật có hoa trong họ Aristolochiaceae. Loài này được C.Y.Wu ex C.Y.Cheng & J.S.Ma mô tả khoa học đầu tiên năm 1989.